# François-Alfred Delobbe
François-Alfred Delobbe (Parigi, 1835 – Parigi, 1920) è stato un pittore francese.
Di impostazione naturalista, fu un artista di genere.

## Biografia
François Alfred Delobbe, proveniente da una famiglia parigina borghese e tradizionalista, studiò da pittore presso la Scuola di Belle arti di Parigi ed ebbe due grandi maestri: Thomas Couture e William Bouguereau. Terminati i corsi volle perfezionarsi presso la Scuola imperiale di disegno.
Nel 1861 fece la sua prima comparsa in pubblico al Salon des artistes français con un ritratto di sua madre che subito attirò l'attenzione della gente.  Incoraggiato, decise di seguire il gusto corrente con una serie di opere che si inserivano nella moda dell'epoca. Del resto egli non era un artista problematico, di rottura, né si sentiva di affrontare l'incertezza dell'innovazione. Dotato di un'ottima tecnica, ma certamente non geniale, fu un pittore di genere, che si concedeva alla moda orientalista e si applicava ai ritratti come ai paesaggi.
Ricevette così molti riconoscimenti e vinse numerosi premi, ottenendo anche delle commissioni ufficiali, come la decorazione del Municipio del XV arrodissement.
Dal 1875 sino alla sua morte soggiornò regolarmente a Concarneau, in Bretagna, trascorrendovi la primavera e soprattutto l'estate. A Concarneau strinse una lunga amicizia con il pittore Alfred Guillou, a casa del quale talvolta fu ospite - e per questo fece il ritratto di sua sorella Mélanie Guillou - ma altrettanto spesso scendeva all'Hotel de France, vicino alla stazione ferroviaria, dove si tratteneva talvolta per diversi mesi.
Delobbe usava dipingere all'interno le sue scene di genere, i paesaggi che la campagna bretone gli ispirava, i ritratti di bambini e di giovinette e qualche scena contadina. Per lavorare illuminava lo studio con una luce morbida e ambrata, ma in primavera e in estate, con il tempo buono, usciva all'esterno per fare degli schizzi e abbozzare i quadri.
Poi, durante l'inverno, o nei giorni piovosi, terminava i quadri nel suo atelier parigino.

Cionondimeno gran parte delle sue modelle abitava a Concarneau e gli spunti per i suoi quadri erano anch'essi a Concarneau e nella regione circostante (Beuzec-Conq, Lanriec).
Alfred Delobbe morì nella sua abitazione di Parigi nel 1920. Aveva 85 anni.

## Opere
Elenco delle opere conservate in collezioni pubbliche.
- Portrait à mi-corps de Sa Majesté l'Empereur -  Museo di Clermont (Oise) - (Ritratto a mezzo busto dell'Imperatore)
- Portrait à mi-corps de Sa Majesté l'Impératrice - Museo di Clermont -  (Ritratto a mezzo busto dell'Imperatrice)
- N'Fissa, femme d'Alger, 1872 - Museo di Digione - (N'Fissa, donna algerina)
- Pyrame et Thisbée, 1875 - Museo di Bernay - (Piramo e Tisbe)
- Baptême à Venise - Museo di Brema - (Battesimo a Venezia)
- La grande sœur, souvenir de Bretagne, 1879 ca. - Museo delle civiltà europee e mediterranee, Parigi - (La grande sorella, ricordo della Bretagna)
- À la source, souvenir de Pont-Aven - Museo di Quimper - (Alla sorgente, ricordo di Pont-Aven)
- Deux filles de l'Océan, 1885 ca. - Museo di Breslavia - (Due figlie dell'oceano)
- Jeune fille assise près d'un berceau, (disegno) - Museo del Louvre[3] - (Giovanetta seduta presso una culla)
- Paysannes à la fontaine - Museo delle civiltà europee e mediterranee. Parigi[4] - (Paesane alla fontana)
- Musique champêtre - Museo di Carcassonne - (Musica campestre)
- Repos des faucheurs - Walker Art Gallery, Liverpool - (Il riposo dei falciatori)
- En hiver - Museo di Annecy - (In inverno)
- Jeunes dentellières de Concarneau, 1905 ca. Museo dipartimentale bretone di Quimper - (Giovani merlettaie di Concarneau)
- Soir d'été, 1910 ca. - Museo di Belle arti di Beaune - (Sera d'estate)
- Ruines de l'abbaye de Valmont - Museo di Belle arti di Rouen - (Le rovine dell'abbazia di Valmont)

## Galleria d'immagini

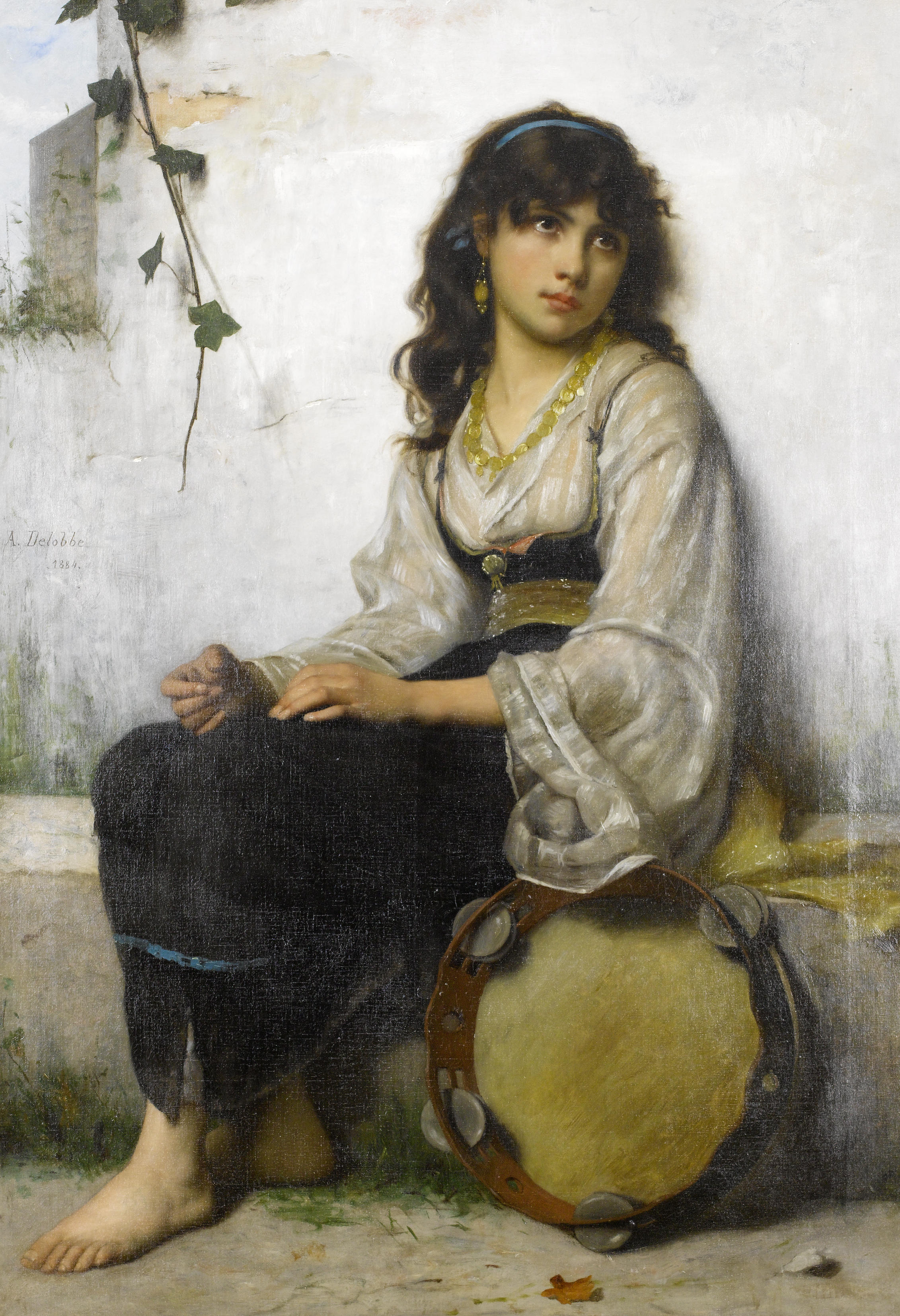
La giovane tamburina
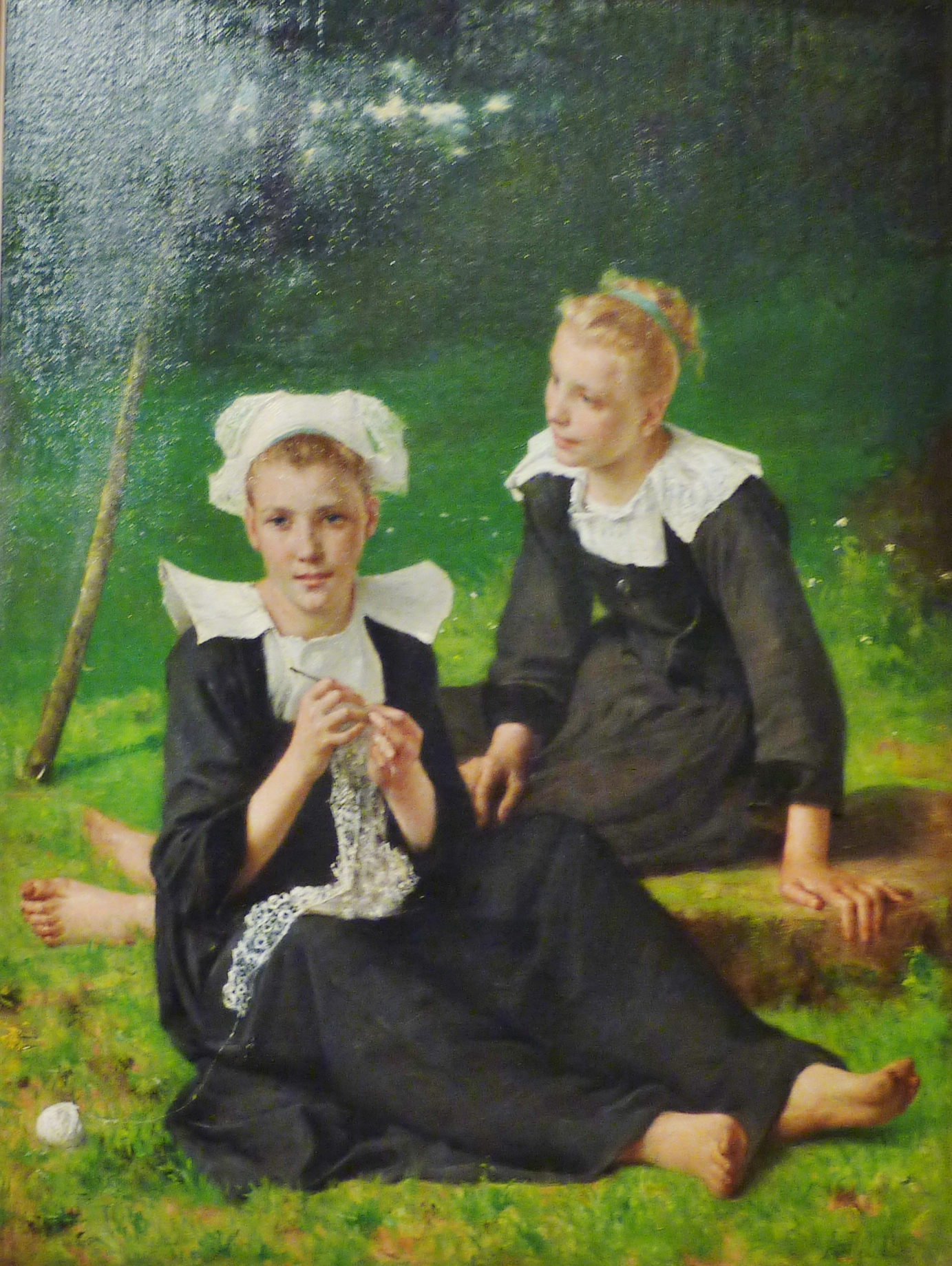
Giovani merlettaie bretoni
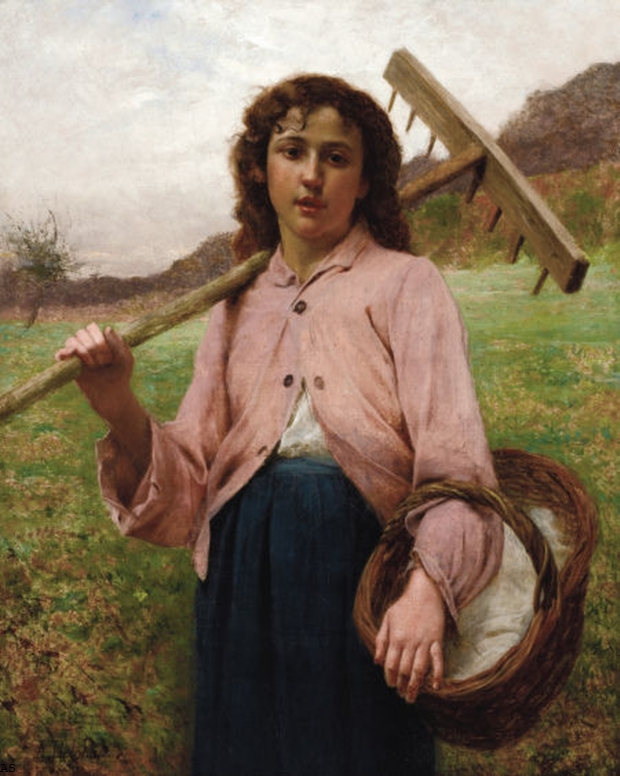
Nei campi
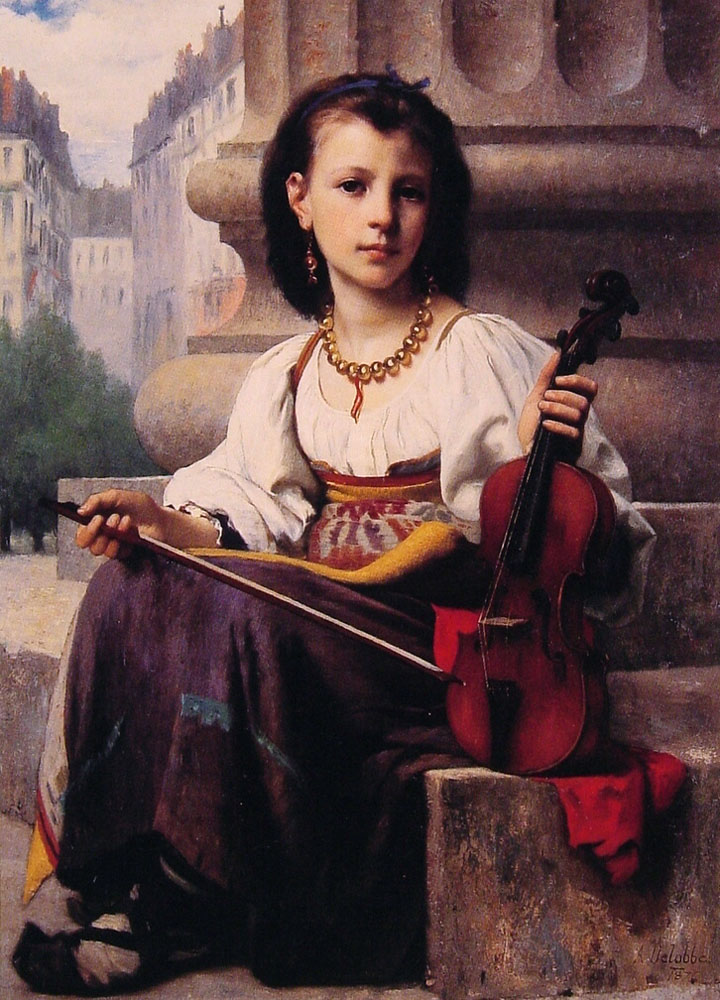
La piccola musicista
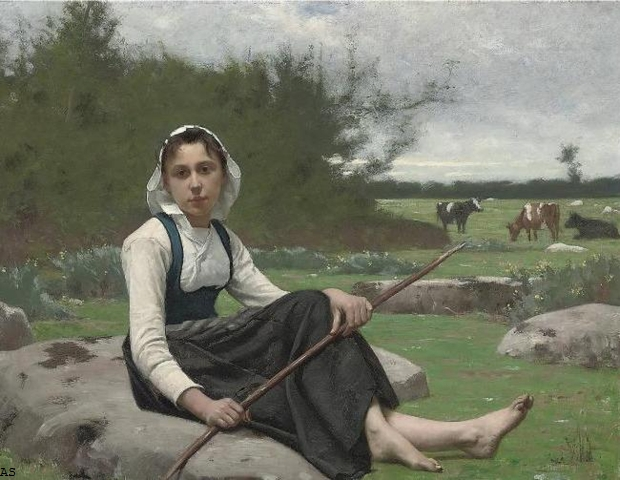
Corentine